# Női 4 × 5 km-es sífutóváltó az 1976. évi téli olimpiai játékokon
Az 1976. évi téli olimpiai játékokon a sífutás női 4 × 5 km-es váltó versenyszámát február 12-én rendezték Seefeldben. Az aranyérmet a szovjet váltó nyerte meg. A versenyszámban nem vett részt magyar csapat.

## Végeredmény
Az időeredmények másodpercben értendők.
| Helyezés | Csapat | Idő                                            | Különbség  |
| -------- | --- | ---------------------------------------------- | ---------- |
| Arany    | Szovjetunió (URS) · Nyina Baldicsova · Zinaida Amoszova · Raisza Szmetanyina · Galina Kulakova             | 1:07:49,75 17:31,01 17:02,81 16:26,32 16:49,61 |            |
| Ezüst    | Finnország (FIN) · Liisa Suihkonen · Marjatta Kajosmaa · Hilkka Riihivuori-Kuntola · Helena Takalo-Kivioja | 1:08:36,57 17:29,02 17:22,06 17:08,98 16:36,51 | + 46,82    |
| Bronz    | NDK (GDR) · Monika Debertshäuser · Sigrun Krause · Barbara Petzold · Veronika Hesse-Schmidt                | 1:09:57,95 18:02,73 17:46,43 17:01,71 17:07,08 | + 2:08,20  |
| 4.       | Svédország (SWE) · Lena Carlzon-Lundbäck · Görel Partapuoli · Marie Johansson-Risby · Eva Olsson           | 1:10:14,68 17:27,25 17:32,41 17:53,05 17:21,97 | + 2:24,93  |
| 5.       | Norvégia (NOR) · Berit Aunli-Kvello · Marit Myrmæl · Berit Johannessen · Grete Kummen                      | 1:11:09,08 18:20,16 18:02,14 17:33,56 17:13,22 | + 3:19,33  |
| 6.       | Csehszlovákia (TCH) · Anna Pasiárová · Gabriela Svobodová-Sekajová · Alena Bartošová · Blanka Paulů        | 1:11:27,83 18:13,77 17:34,71 17:56,91 17:42,44 | + 3:38,08  |
| 7.       | Kanada (CAN) · Shirley Firth · Joan Groothuysen · Sue Holloway · Sharon Firth                              | 1:14:02,72 18:14,69 18:42,83 18:38,29 18:26,91 | + 6:12,97  |
| 8.       | Lengyelország (POL) · Anna Pawlusiak · Anna Gębala-Duraj · Maria Trebunia · Władysława Majerczyk           | 1:14:13,40 18:44,10 18:25,38 18:53,49 18:10,43 | + 6:23,65  |
| 9.       | Egyesült Államok (USA) · Martha Rockwell · Jana Hlavaty · Terry Porter · Twila Hinkle                      | 1:17:58,18 18:44,86 19:06,32 19:28,91 20:38,09 | + 10:08,43 |